# Paderborn metoden
Paderborn metoden til sprogundervisning, også kendt som Paderborn-modellen, er en metode til at undervise i fremmedsprog, oprindeligt tiltænkt børn. Den består i først at undervise i et simpelt sprog (f.eks. esperanto) og derefter, to år senere, at undervise i et andet, sværere, sprog. Mange undersøgelser bekræfter, at læring af et komplet og let propædeutisk sprog hjælper til senere at lære et sværere sprog hurtigere.
Effektiviteten af denne metode blev beskrevet i forskellige undersøgelser i det forrige århundrede. Prof. Helmar Frank fra Institut for pædagogisk Kybernetik ved Paderborn Universitet har videnskabeligt bevist metodens effektivitet; hans undersøgelse gav navn til metoden.

## Metodens historie
Mange voksne, der har lært esperanto, har oplevet bedre at kunne forstå grammatikken på deres eget modersmål og fremmedsprog - takket være indlæring af dette enkle plansprog med den gennemskuelige grammatik - og har indset, at et sådant sprog kunne have propedeutisk værdi i sprogundervisningen.

## Andre eksperimenter
Det medførte, at der blev udført mange uafhængige eksperimenter i Ungarn, Storbritannien og andre lande. Nogle af de mest betydningsfulde var:
- 1918-1921 - Pige-mellemskole i Bishop Auckland (GB). Esperanto blev brugt som propædeutisk sprog for fransk og tysk[2]
- 1934-1935 - Offentligt gymnasium i New York[3]
- 1947-1951 - Provins-grammatikskole i Sheffield (GB)[4], med fokus på hjælp til mindre intelligente elever
- 1948-1965 - Egerton Park School, Denton (Manchester, GB).[5]
- 1958-1963 - Somero (Finland), Esperanto brugt som propedeutisk sprog for tysk
- 1971-1974[6], 1975-1977[7] - International League of Esperanto Teachers (ILEI), koordinerede resultaterne af internationale studier fra flere forskellige lande (Ungarn, Belgien, Frankrig, Grækenland, Vesttyskland og Holland). I 1977 mødtes en gruppe elever, hvor de i en uge lærte om forskellige emner på esperanto.
- Sent i 1970'erne til begyndelsen af 1980'erne - Sprogundervisning i Paderborn, ledet af Helmar Frank. Her var eleverne inddelt i grupper for at bevise metodens værdi.[8]
- '1983-1988 - Efter 'Paderborn-eksperientet' (ovenfor) sammenlignede andre eksperimenter to forskellige grupper, f.eks. grundskolen "Rocca" i San Salvatore di Cogorno (Italien) - med lignende resultater.[9]

### Eksperiment ved Paderborn Universitet
Under ledelse af Helmar Frank blev to hold elever (A og B), begge med tysk som modersmål, oprettet i en grundskole. Målet var at bevise den propedeutiske værdi af esperanto til at lære engelsk (og generelt ethvert andet fremmedsprog).
Gruppe A begyndte at lære engelsk fra det tredje skoleår, mens gruppe B samme år begyndte at lære esperanto (160 timer); gruppe B begyndte også at lære engelsk efter to år (dvs. i det femte skoleår). Selv om gruppe B lærte engelsk to år mindre end gruppe A, nåede de to grupper i det syvende år det samme niveau på engelsk, mens gruppe Bs engelskniveau i det ottende skoleår var bedre end gruppe As.
Følgende tabel opsummerer Paderborn-eksperimentet (EN = Engelsk, ESP = Esperanto):
| Skoleår | Gruppe A | Gruppe B | Engelskkundskber                                                      |
| 3.      | EN       | ESP      | A når et grundlæggende niveau af engelsk, mens B slet ikke kender det |
| 4.      | EN       | ESP      | A når et grundlæggende niveau af engelsk, mens B slet ikke kender det |
| 5.      | EN       | EN       | A fortsætter med at lære engelsk, mens B begynder at lære det         |
| 6.      | EN       | EN       | A fortsætter med at lære engelsk, mens B hurtigt forbedrer det        |
| 7.      | EN       | EN       | Niveauet på engelsk for A og B er det samme                           |
| 8.      | EN       | EN       | B overhaler A i engelskkundskaber, selv om B ikke lærte det i 2 år    |

Undersøgelsen viste ikke kun, at gruppe B opnåede sproglige færdigheder på engelsk, men også, gruppe B også havde lært Esperanto. Fordi alle eleverne havde et germansk sprog (tysk) som modersmål, var den hjælp, de fik fra esperanto, ikke et resultat af dets større lighed med engelsk end med tysk. Ud over kulturelle gevinster var der også tidsbesparelser besparelse i uddannelsesmæssig ressource.

## Hypoteser
Der kan være mange grunde til, at denne metode virker, bemærk også, at i det følgende kun nævnes esperanto, fordi denne metode bruger den, men det er sandsynligt, at et andet meget let planlagt sprog med lignende funktioner kunne bruges i stedet.
Esperanto er yderst regelmæssigt og gennemskueligt. For eksempel dannes flertalsform af navneord ved at tilføje -j, og denne regel har ingen undtagelser. Navneord, udsagnsord, tillægsord og biord er grammatisk markerede, så forskellen mellem disse dele læres passivt. Når eleverne begynder at lære et andet sprog, er det lettere at forklare dem, hvad et tillægsord og et navneord er. Derudover er esperanto et agglutinerende sprog, og det involverer eleverne, som kan ’lege’ sig til nye ord.
Undervisning i hele sprogets grammatik på kort tid hjælper de studerende til at sammenligne mellem deres modersmål og esperanto. Dette bruges, bevidst eller ubevidst, når man lærer et mere komplekst sprog. Det kan sammenlignes med at observere en modelmotor for studerende, der har brug for at lære, hvordan en kompleks motor fungerer - og desuden er esperanto et fuldt fungerende sprog, ikke kun en forenklet sprogmodel.
Grammatikken er enkel, så børn kan begynde at bruge den aktivt (i tale og skrift) temmelig hurtigt. Dette giver dem mulighed for at bevare begejstringen, der normalt går tabt efter det første møde med et fremmedsprog, der skal studeres i mange år, før de er i stand til kun at udtrykke basale sætninger. Dette ville give dem selvtillid, og når et nyt sprogstudie startes, ses det som noget, der let kan opnås, som det var for esperanto.
På den anden side kan en manglende læring af et fremmedsprog eller de vanskeligheder, der opleves, traumatisere den studerende og reducere selvtilliden. Med esperanto er det muligt at skabe enkle sætninger allerede ved de første lektioner.
Jo hurtigere man kan bruge sproget, jo hurtigere kan sproget bruges til at møde fremmede mennesker, og dette stimulerer den studerendes interesse for andre kulturer og andre sprog.
Andre hypoteser diskuteres af Claude Piron i nogle af hans artikler.